# Stade national du Jamor
Pour les articles homonymes, voir Estadio Nacional.
O Estádio Nacional do Jamor ou Estádio Nacional était le stade officiel de l'Équipe du Portugal de football jusqu'en 2003. Dessiné par l'architecte portugais Jacobetty Rosa, il a été inauguré le 10 juin 1944 et est situé à l'extrême ouest de Lisbonne sur la commune de Oeiras, près de l'embouchure du Tage dans l'Atlantique.

## Histoire
À la manière du Stade de France, il n'est pas très utilisé, à part pour certaines rencontres de la sélection portugaise de 1944 à 2003. Cependant, la finale de la Coupe du Portugal a lieu chaque année dans ce stade.
En revanche, à la différence du Stade de France, le Stade national du Jamor est plus petit que les plus grands stades de la ville de Lisbonne: il ne possède que 39 000 places, toutes assises, alors que les stades da Luz (65 000 places - Benfica Lisbonne) et Alvalade XXI (50 000 places - Sporting Clube de Portugal) sont beaucoup plus grands.
Ce qui fait que même les rencontres prestigieuses se jouant au Portugal, comme les finales de la Coupe UEFA de 2005 et de l'Euro 2004, ne sont pas programmées dans ce stade qui plus est vieillissant.
La dernière preuve en date de sa "non-utilisation" est que le gouvernement portugais n'a pas souhaité le faire rénover dans le cadre de l'organisation de l'Euro en 2004. En conséquence, il n'a pas été inclus comme stade officiel pour la compétition.  
En septembre 2007, ce stade a accueilli le concert de The Police. 
A l'issue de la saison 2017/2018, le président de la SAD Belenenses annonce que le club jouera au Stade national dès la saison prochaine, à la place du stade du Restelo. Cependant, face à l'état déplorable du terrain qui se dégrade de match en match, la ligue interdit les matchs de Liga NOS dans ce stade, contraignant les joueurs du Belenenses à jouer en terrain neutre.